# تاريخ الاقتصاد المغربي الحديث
يبدأ التحدث عن الاقتصاد المغربي بعد حصول المغرب على استقلاله سنة 1956 حيث اعتمد إستراتيجية التنمية في قطاعين رئيسين وهما الصناعة والزراعة، وتم دعم هذه الإستراتيجية من الموارد المالية المتأتية من صادرات الفوسفات والمحاصيل الزراعية، وأصبحت فيما بعد السياحة تشكل قطاعا هاما للمداخيل المغربية، وفي هذا الإطار قررت السلطات المغربية ابتداء من سنة 1973 إلى غاية 1988 تغيير الخطة الاقتصادية واعتماد برنامج استثماري طموح يمول عن طريق إيرادات الفوسفات المتزايدة، والتي تشكل أهم مورد معدني للمغرب (تمثل إيرادات الفوسفات 50 %من إيرادات الدولة) باعتبار أن هذا الأخير يمثل ما يقارب 20 %من الإنتاج العالمي وحوالي ثلث (1/3) الصادرات الدولية من الفوسفات، والذي عرف ارتفاعا محسوسا خلال السبعينات، حيث انتقل سعر الفوسفات من 12 دولار إلى 42 دولار للطن الواحد وهذا خلال سنة 1974، لينتقل إلى 62 دولار سنة 1975 ثم إلى 68 دولار سنة 1976.

## المخطط الخماسي
عملت السلطات المغربية خلال المخطط الخماسي (1973-1977) بالشروع في عدة مشاريع طموحة حيث انتقل حجم الاستثمارات من 1.2 مليار درهم إلى 10.2 مليار درهم في الفرة ما بين (1973-1977)، لكن سرعان ما انخفض سعر الفوسفات إلى 30 دولار للطن سنة 1978-1979 (ليستقر في حدود 40 دولار في منتصف الثمانينيات)، وبالتالي ظهر عجز كبير على مستوى التوازنات الاقتصادية الكبرى خلال نهاية السبعينات، فتم اللجوء إلى الاستدانة الخارجية لتغطية هذا العجز والذي وصل إلى حوالي 38% من الناتج المحلي الإجمالي سنة 1978, ثم ارتفع الدين الخارجي إلى أكثر من 68% من الناتج المحلي الإجمالي نهاية سنة 1982, وهكذا إضطرت السلطة المغربية طلب إعادة جدولة الديون بموافقة من صندوق النقد الدولي وذلك بموجب اتفاقيتان للتمويل امتدتا إلى غاية سنة 1985, وأرفقتا بإجراءات التصحيح الهيكلي الذي كان في شكل برنامج مس جانبين (جانب عام والآخر قطاعي فأما برنامج التصحيح أو التقويم العام تم اعتماده على ثلاث مراحل:
- المرحلة الأولى

حيث بدأت المرحلة الأولى سنة 1983 (اتفاقية التثبيت Stand By بـ 300 مليون حقوق سحب خاصة DTS)
- المرحلة الثانية

المرحلة الثانية سنة 1985 بـ 200 مليون حقوق سحب خاصة (DTS)
- المرحلة الأخيرة

المرحلة الأخيرة وهي اتفاقية التأكيد (Accord de confirmation) وذلك بمبلغ 210 مليون حقوق سحب خاصة (DTS)، وكان الهدف من هذا البرنامج العام هو إعادة التوازن لميزان المدفوعات والتقليل من الانفاق العام وزيادة الإيرادات وتحرير المبادلات وتخفيض سعر الصرف والتقليل من السيولة في الاقتصاد وتجنيد الإدخار، أما البرنامج القطاعي (Programme Sectoriel) فيتعلق بعدة قطاعات اقتصادية تشمل القطاع الفلاحي، الصناعي والمبادلات الخارجية والمؤسسات العمومية.

## الإصلاح
وتجدر الإشارة أن السلطات المغربية أقرت الطابع الانفتاحي لسياستها في مجال المبادلات الخارجية وهذا بموجب القانون 13/89 حيث يندرج هذا الأخير في الإتجاه العام لبرامج التصحيح الهيكلي والتزامات المغرب إتجاه اتفاقية الغات التي إنضمت إليها سنة 1987, كما يرتكز هذا القانون على المبدأ الأساسي لحرية التجارة (الصادرات والواردات) باستثناء العوامل المرتبطة بحماية الأمن والصحة والثروة الحيوانية والزراعية والتراث البيئي والفني والثقافي والوطني، كما ينص هذا القانون على إمكانية فرض الحماية الوطنية في شكل إجراءات جمركية على المنتوجات الناشئة في شكل حصص لمدة خمس سنوات يمكن تمديديها بشكل استثنائي إلى ثلاث سنوات أخرى ويتعلق الأمر خاصة بالمنتوجات الزراعية الأساسية (الحبوب والزيوت والمزروعات السكرية، والحليب واللحوم ومشتقاتها).
وفي هذا الإطار اعتمد المغرب سلسلة من الإصلاحات تجسدت في عدد من الإجراءات التي مست مختلف قطاعات الاقتصاد المغربي منها إدراج ضريبة الرسم على القيمة المضافة (TVA), التقليل من الاستثمار العام ورفع الدعم والتخلي عن الإعانات الحكومية وتخفيض قيمة العملة حيث إنخفضت قيمة الدرهم بحوالي 45% طوال عقد الثمانينيات واستقرت قيمته منذ 1991, حيث أن معدل الصرف وصل إلى 8.5 درهم للدولار الواحد في 1995, مقابل 9.6 في 1993 و8.1 في 1990 و7.8 في سنة 1987.
لقد عرف الاقتصاد المغربي في نهاية الثمانينات وبداية التسعينيات تحسنا كبيرا، حيث سجل معدل نمو الناتج المحلي الإجمالي نسبة 4% في نهاية الثمانينات وأنخفض عجز الميزانية إلى 1.5% من الناتج المحلي الإجمالي خلال سنة 1991, أما فيما يخص التجارة الخارجية فقد عرفت الصادرات المغربية ارتفاعا قدر بأكثر من 360% بين (1970-1980) وبحوالي 100% ما بين (1980-1992), وكان سعر الصرف الرسمي للمغرب وهو سعر الصرف الثابت وأصبح سنة 1993 قابلا للتحويل، وقد فرضت الرقابة على الصرف من قبل وزارة المالية باستثناء ما هو مخصص للمواد الصيدلانية والطاقة والأقمشة النسيجية ويتم استيراد جميع المنتوجات بشكل حر، وتفرض الرسوم الجمركية للسلع المستوردة على أساس القيمة بالمعدل الأعلى للتعريفة الجمركية والتي تقدر بـ 35% على معظم السلع.
نشير إلى أن المغرب سجل عجزا تجاريا وصل إلى ما يزيد عن 2.7 مليار دولار سنة 1992 أي بنسبة 10% من الناتج المحلي الإجمالي، أما فيما يخـص المتعاملـن الأساسيـن للمغرب هي الدول الصناعية (فرنسا، ألمانيا، وإسبانيا باعتبارها الشريك التقليدي التاريخي).
أما فيما يتعلق بالاستثمار الأجنبي المباشر في المغرب فقد سمحت السلطات المغربية بدخول جميع أنواع الاستثمارات دون تفويض أو ترخيص مسبق من طرف الهيئات المعنية (وزارة المالية) كما أنه بإمكان المستثمرين الأجانب شراء الأوراق المالية المغربية المدرجة في السوق المالية المغربية، وتعتبر هذه الإجراءات من بين الحوافز والامتيازات الممنوحة للمستثمرين الأجانب.